# 팽정광
팽정광(彭正光, 1955년 ~ )은 대한민국 철도청에서 근무하고 한국철도공사 부사장 등을 역임한 대한민국의 관료, 기업인이다. 현재는 의정부경전철 대표이사이다. 본관은 용강.

## 경력
- 1955년 12월 19일 : 서울특별시에서 출생
- 1974년 : 경복고등학교 졸업
- 1982년 : 철도청 입사
- 1983년 : 한양대학교 정밀기계과 학사
- 1992년 : 아이오와대학교 대학원 기계공학
- 2010년 : 서울과학기술대학교 철도전문대학원 경영학 박사 (철도경영)
- 2010년 2월 : 의정부경전철 대표이사 취임
- 2011년 8월 : 한국철도공사 부사장 취임
- 2011년 12월 : 한국철도공사 제4대 사장 허준영의 직무대행
- 2013년 6월 : 한국철도공사 제5대 사장 정창영의 직무대행
- 2013년 10월 7일 : 한국철도공사 부사장 퇴임